# إغبولا (سيدي عياد)
إغبولا هو دُوَّار يقع بجماعة ميبلادن، إقليم ميدلت، جهة درعة تافيلالت في المملكة المغربية. ينتمي الدوّار لمشيخة سيدي عياد التي تضم 3 دواوير. يقدر عدد سكانه بـ 17 نسمة حسب الإحصاء الرسمي للسكان والسكنى لسنة 2004.

## روابط خارجية
- البوابة الوطنية للجماعات الترابية
- المندوبية السامية للتخطيط